# هون دون

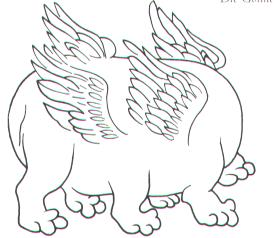
تصویر هون‌ دون در افسانه‌های چینی.

هون دون یا هون تون یا هوئن دوئن(به چینی: 混沌؛ بهپین یین: Hùndùn؛ به وید - جایلز: Hun-tun)؛ که معنای واقعی آن گیجی، ابهام، بی نظمی و درهم برهمی می‌باشد، در اسطوره‌های چینی به دو افسانه در مورد موجودی فاقد چهره اشاره دارد که پیرامون آن در اساطیر آفرینش چین با عنوان وجود نامنظّم و پُر هرج و مرج ازلی و اولیّه که نخستین منشأ خلقت وپیدایش عالم وجود بوده، بحث شده‌است. این مفهوم که معادل با خائوس تلقی شده‌است، با مفهوم معروف تخم مرغ جهانی قابل مقایسه می‌باشد.

## افسانه
در افسانه‌های اساطیری چین، هون دون یا هون تون یا هوئن توئن به معنای نوعی بی‌نظمی است، که نظم جهان آفرینش برابر برخی روایات از آن بی‌نظمی حاصل شده‌است.
معروف‌ترین این افسانه‌ها را جوانگ-دزو [همان: چوانگ تسه]، در سدهٔ سوم قبل از میلاد، چنین روایت می‌کند:
دریای شمال را فرمانروایی بود به نام هو، فرمانروای دریای جنوب، شو نام داشت و سرزمین میانه قلمرو فرمانروایی هون-دون بود.
فرمانروا هون-دون فاقد هفت روزن (سوراخ) سر بود: هون دون چشم نداشت، هون دون گوش نداشت، هون دون بینی نداشت و همچنین فاقد دهان بود.
در آن زمان میعادگاه فرمانروا هو و فرمانروا شو در قلمرو سرزمین میانه (جائیکه هون دون حکومت داشت) بود. فرمانروایان دریای شمال و جنوب (هو و شو)، در هفت روز، هفت روزن برای دیدن، شنیدن، بوییدن، خوردن و دم کشیدن را در سر هون دون، فرمانروای قلمرو میانه پدیدآوردند.
امّا در هفتمین روز، ناگهان هون دون، فرمانروای سرزمین میانه که نام او (هون دون) به معنای بی نظمی بود، مُرد و با مرگ او جهان هستی پدیدار شد.

## روایتی دیگر
چو وانگ تی وانگ [مقصود، همان جوانگ دزو یا چوانگ تسه‌است که روایت قبلی از قول او نقل شد]، در پایان قرن چهارم تا آغاز قرن سوم پیش از میلاد، در تمثیلی حکایت می‌کند:
در آغاز، چو حاکم (به معنای خدا) دریای جنوب، و هو حاکم و فرمانروا (خدا) ی دریای شمال بود. آنها گاهی برای دیدار با هون-تون که حاکم دریای میانه بود، می‌رفتند و او با آنها از سر لطف و مهمان نوازی بسیار رفتار می‌کرد و آنان را به گرمی می‌پذیرفت.
یک بار چو و هو تصمیم گرفتند که از خوبی‌های هون-تون قدردانی کنند. پس با خود گفتند: «همه کس برای دیدن، شنیدن، خوردن و تنفس کردن هفت روزنه دارد، امّا هون-تون اینها را ندارد. پس کوشش خواهیم کرد که این روزنه‌ها را برای او تعبیه کنیم!...»
آنها همین کار را هم کردند و [تا هفت روز]، هر روز یک روزنه [در سر هون-تون] تعبیه نمودند، امّا در روز هفتم هون-تون مُرد.
با از میان رفتن هون-تون که همان خاووز بود، و در همان لحظهٔ از میان رفتن او، جهان متولد شد.

## تفسیر روایات
همان‌طور که گفته شد، هون-دون یا هون-تون، که مفهوم لغوی آن در زبان چینی سنتی، به معنای بی‌نظمی است، اغلب معادل با خاووز [همان خائوس یا کائوس، که در اساطیر بسیاری از ملل به معنای جهان بدون تعیّن و بی‌نظم و ناهماهنگ معرفی شده‌است]، تلقی شده‌است؛ بنابراین مرگ او، همواره به مفهوم پایان بی‌نظمی و متولد شدن و هستی یافتن جهان و کائنات و هستی به‌شمار می‌آید.
چوانگ تسه (جوانگ دزو)، بر روایت افسانه‌ای پیش، گفته‌ای جزئی افزوده که بیانگر آن است که ترکیب نام دو فرمانروای دریای شمال (هو) و دریای جنوب (شو یا چو)، در اصل شو-هو یا چو-هو بوده که به معنای آذرخش است و در واقع این آذرخش است که با فرود آمدن بر کائوس یا بی‌نظمی، هستی را نظم و شکل می‌بخشد.
در واقع چو-هو به‌وسیلهٔ چوانگ تسه، مصنوعاً به دو جزء تجزیه شده و به معنای آذرخش است. مفهوم آذرخش (چو-هو)، در مراسم آیینی در چین به‌وسیلهٔ تیر شعله‌ور و آتشین نشان داده می‌شود که به طرف یک مشک، که احتمالاً نشانهٔ خاووز است، از کمان رها می‌شود.
افسانه‌ای دیگر به نام افسانهٔ فرمانروا وو-ای نیز وجود دارد که آن نیز به نوعی یادآور اسطورهٔ شو-هو (چو-هو)، یعنی آذرخش [که گفتیم به دو فرمانروای دریاهای شمال و جنوب تقسیم شده‌است] می‌باشد و مرگ هون-دون، فرمانروای دیار میانه و آفرینش نظم و خلق جهان از بی‌نظمی اولیه و درهمی نخستین را یادآوری می‌کند.

## شکلهای دیگر هون تون
گفته شد که در مراسم آئینی، گاهی برای نشان دادن آذرخش که همان اسطورهٔ چو-هو است، از یک تیر شعله‌ور استفاده می‌کنند که به سمت یک مشک که نشانه‌ای از خاووز (خائوس یا کائوس) می‌باشد، از کمان رها شده‌است؛ بنابراین، از آنجا که به یکی تلقی شدن هون-دون با خاووز اشاره کردیم، پس مَشک یکی از اشکال توصیف کنندهٔ هون-دون می‌باشد.[توجه شود که مشک هم فاقد هرگونه سوراخ و روزنه‌است و اصابت تیر آذرخش بدان، آن را سوراخ کرده و آب که سرمنشاء جهان است، جریان می‌یابد.]
اصلاً باید دانست که نام رایج و مورد کاربرد کلمهٔ مَشک که در چین بدان چیه-ای گفته می‌شود، نزد عامه همان هون-دون است.
از سویی معنای دیگر کلمهٔ چیه در چین، جغد است و هون دون نیز گاهی همچون پرنده‌ای تصوّر می‌شود که تمامی ویژگی‌های چیه یعنی جغد را داراست.
منابع دیگر، توضیحات دقیقتری دربارهٔ هون دون یا همان خاووز بدست می‌دهند.
مطابق کتاب معروف چان‌های کینگ (کتاب کوه‌ها و دریاها، که شامل اطلس افسانه‌های اسطوره‌ای و فهرست شیاطین در چین است)، در یکی از کوه‌های ناشناختهٔ آسمان، پرنده‌ای الهی زندگی می‌کند. این پرنده به شکل یک کیسه [یا مشک] زردرنگ است و در عین حال رنگ سرخ آتشین دارد. این پرنده دارای شش پا و چهار بال است و فاقد چهره می‌باشد؛ یعنی هفت روزنهٔ معمول در سر و صورت را ندارد. امّا با این وجود همواره در حال رقصیدن و خواندن است. این پرنده همان خاووز است.
بر اساس برخی فرضیه‌هایی که از جانب شماری از چین شناسان ارائه شده، پرندهٔ پیش گفته همان سلطان هوانگ تی می‌باشد. هوانگ تی از سویی در فرضیه‌هایی دیگر، همان هون دون یا سلطان اسطوره‌ای میانه معرفی شده‌است. از جمله برای چوانگ تسه، خاووز (هون دون)، که همان سلطان سرزمین‌های میانه معرفی شده بود، کسی به جز هوانگ تی [همان امپراتور زرد ] یا پسر او نمی‌باشد. این پسر، فرزند نافرمانی شناسانده می‌شود که از جانب خاقان زرد تبعید شده‌است.
خاووز را به صورت یک سگ موبلند که چشم دارد، امّا نمی‌بیند و گوش دارد، امّا نمی‌شنود و فاقد امعاء و احشاء می‌باشد و… نیز، پنداشته‌اند.
بدین ترتیب، گرچه توصیفات ارائه شده دربارهٔ خاووز یا همان هون دون، مختلف و متفاوتند، امّا موضوع اصلی در مورد این موجود یا پدیده، در تمامی توصیفات مشترک و ثابت است و آن اینکه: خاووز ماهیتی سازمان نایافته و نامنظم و نامستعد دارد که می‌توان آن را شبیه یک کیسهٔ خالی دانست.

## تخم مرغ جهانی
همانطورکه گفته شد، شواهد و قرائنی موجود است که شباهت و ارتباط مفهوم هون دون با پدیدهٔ تخم مرغ جهانی را آشکار می‌سازد. از جمله در آغاز یک اسطورهٔ ظریف ابتدائی از اساطیر چین، روایتی در این ارتباط ذکر شده که بعدها در یک اثر مربوط به دورهٔ بعد از دودمان هان به طرز روشنتری شرح داده شده‌است. این اثر، کتاب سان وولی کی می‌باشد که سه قرن بعد از میلاد مسیح تدوین شده و طی آن پیرامون ظاهر تخم مرغی شکل خاووز (هون دون) سخن گفته شده‌است:
در آغاز، هنگامیکه نه آسمان وجود داشت و نه زمین، خاووز به شکل یک تخم مرغ بود. از این تخم مرغ، پان-کو پدید آمد. پس از گذشت ده هزار سال، این تخم مرغ باز شد. قسمتهای سنگین و سخت آن، زمین یا همان یین را تشکیل دادند و قسمتهای سبک و پاک آن، آسمان یا همان یانگ را ساختند.
هر روز آسمان ده پا بالاتر رفت و هر روز زمین، ده پا به داخل متراکم تر گردید. بدین ترتیب پان کو هر روز حدود ده پا بزرگتر شد و به همین ترتیب پس از گذشت ده هزار سال، حجم آن فاصلهٔ میان زمین و آسمان را دربرگرفت.